# Championnat de France de football australien 2015
Navigation
2014 2016
Le Championnat de France de football australien 2015 est la septième édition de cette compétition. Il réunit 8 équipes existantes en France et est organisé par le Comité national de football australien. La compétition débute le 11 octobre 2014 et s'achève le 27 juin 2015. Le championnat sacre les Paris Cockerels pour la troisième fois, une première en compétition.

## Organisation
Le championnat 2014-2015 se fait sous forme d’une poule unique avec match aller seulement, comme lors de la précédente édition. Lors de cette 7e édition, l'équipe des Perpignan Tigers font leur retour à la compétition après 3 ans d'absence, portant pour la première fois depuis 4 ans le nombre d'équipes à 8. Cette saison verra se jouer un match de championnat tous les weekends en comparaison avec les autres éditions. La finale du championnat de France se joue à Paris. À la suite de création de la première édition de la Ligue des champions de football australien, le vainqueur du précédent championnat de France est qualifié directement pour cette compétition. Les Toulouse Hawks est ainsi la première équipe française à y participer.

## Clubs participants
| \| Bordeaux Lyon Cergy Montpellier Paris Perpignan Strasbourg Toulouse \| Localisation des clubs engagés dans le championnat. |
| Bordeaux Lyon Cergy Montpellier Paris Perpignan Strasbourg Toulouse                                                           |

Le 7e championnat de France de football australien réunit 8 clubs répartis en une poule unique :
Légende des couleurs
- Qualifié pour la Ligue des champions

| Club                                         | Ville          | Classement 2013-2014 | Entraîneur        | Depuis | Stade                              | Capacité | Création |
| -------------------------------------------- | -------------- | -------------------- | ----------------- | ------ | ---------------------------------- | -------- | -------- |
| Association Sportive Perpignan Tigers        | Perpignan      | Nouveau club         | Gaël Le Pâtissier | 2014   | Stade Daniel-Ambert                | 4 500    | 2008     |
| Association lyonnaise de football australien | Lyon           | 7                    | Pedr Chapman      | 2013   | Parc de Parilly                    | ?        | 2013     |
| Bordeaux Bombers                             | Bordeaux       | 3                    | Will Maley        | 2013   | Stade des Bords de Jalle           | 1 000    | 2007     |
| Coyotes de Cergy-Pontoise                    | Cergy-Pontoise | 4                    | Cyril Talon       | 2011   | Stade de l'ASPTT Cergy-Pontoise    | ?        | 2011     |
| Montpellier Fire Sharks                      | Montpellier    | 5                    | Jérôme Canonici   | 2013   | Parc des Sports de La Grande Motte | ?        | 2008     |
| Paris Cockerels                              | Paris          | 2                    | Steven Ryan       | 2014   | Stade du Polygone                  | ?        | 1998     |
| Strasbourg Kangourous                        | Strasbourg     | 6                    | Julien Tanguy     | 2005   | Stade de Hautepierre               | 800      | 2005     |
| Toulouse Hawks                               | Toulouse       | 1                    | Julien Maylie     | 2010   | Stade Pierre Corbarieu             | ?        | 2008     |

## Rencontres

### 1rejournée
| Le 11 octobre 2014   | Parc des Sports, Perpignan         | Perpignan Tigers        | 5.7. (37) - 19.33. (147) | Coyotes de Cergy      |  |  |  |  |  |
|                      |                                    |                         |                          |                       |  |  |  |  |  |
| Le 18 avril 2014     | Stade La Grande-Motte              | Montpellier Fire Sharks | 11.16.(82)- 13.12.(90)   | Paris Cockerels       |  |  |  |  |  |
| Le 25 octobre 2014   | Stade Pierre Corbarieu, Toulouse   | Toulouse Hawks          | 42.17. (269) - 4.4. (28) | ALFA Lions            |  |  |  |  |  |
|                      |                                    |                         |                          |                       |  |  |  |  |  |
| Le 1er novembre 2014 | Stade des Bords de Jalle, Bordeaux | Bordeaux Bombers        | 25.19. (169) - 4.11.(35) | Strasbourg Kangourous |  |  |  |  |  |
|                      |                                    |                         |                          |                       |  |  |  |  |  |

### 2ejournée
| Le 8 novembre 2014  | Stade ASPTT Cergy-Pontoise, Ennery | Coyotes de Cergy      | 15.14.(104) - 13.11.(89) | Montpellier Fire Sharks |  |  |  |  |  |
|                     |                                    |                       |                          |                         |  |  |  |  |  |
| Le 22 novembre 2014 | Stade Pierre Corbarieu, Toulouse   | Toulouse Hawks        | 24.17. (161) - 8.4. (52) | Bordeaux Bombers        |  |  |  |  |  |
|                     |                                    |                       |                          |                         |  |  |  |  |  |
| Le 22 novembre 2014 | Stade du Polygone, Vincennes       | Paris Cockerels       | 0.0.(100) - 0.0.(0)      | ALFA Lions              |  |  |  |  |  |
| Le 29 novembre 2014 | Stade de Hautepierre, Strasbourg   | Strasbourg Kangourous | 11.17.(89) - 5.9.(39)    | Perpignan Tigers        |  |  |  |  |  |
|                     |                                    |                       |                          |                         |  |  |  |  |  |

### 3ejournée
| Le 6 décembre 2014  | Parc de Parilly, Lyon            | ALFA Lions              | 11.23.(89) - 12.18.(90)   | Coyotes de Cergy-Pontoise |
|                     |                                  |                         |                           |                           |
| Le 16 mai 2015      | Stade La Grande-Motte            | Montpellier Fire Sharks | 17.13.(115) - 21.15.(141) | Toulouse Hawks            |
|                     |                                  |                         |                           |                           |
| Le 13 décembre 2014 | Stade des Sports, Perpignan      | Perpignan Tigers        | 9.9.(63) - 18.13.(121)    | Bordeaux Bombers          |
|                     |                                  |                         |                           |                           |
| Le 13 décembre 2014 | Stade de Hautepierre, Strasbourg | Strasbourg Kangourous   | 3.7.(25) - 17.23.(125)    | Paris Cockerels           |
|                     |                                  |                         |                           |                           |

### 4ejournée
| Le 21 février 2015 | Stade des Bords de Jalle, Bordeaux | Bordeaux Bombers      | 9.9 (63) - 5.14 (44)    | Coyotes de Cergy-Pontoise |
|                    |                                    |                       |                         |                           |
| Le 28 février 2015 | Stade du Polygone, Vincennes       | Paris Cockerels       | 23.25. (163)- 5.4. (34) | Toulouse Hawks            |
|                    |                                    |                       |                         |                           |
| Le 7 mars 2015     | Parc de Parilly, Lyon              | ALFA Lions            | 0.0.(100)- 0.0.(00)     | Perpignan Tigers          |
|                    |                                    |                       |                         |                           |
| Le 14 mars 2015    | Stade de Hautepierre, Strasbourg   | Strasbourg Kangourous | 2.5.(17) - 24.19.(163)  | Montpellier Fire Sharks   |
|                    |                                    |                       |                         |                           |

### 5ejournée
| 21 mars 2015  | Stade ASPTT Cergy-Pontoise, Ennery | Coyotes de Cergy-Pontoise | 9.6.(60) - 18.17.(125) | Paris Cockerels       |
|               |                                    |                           |                        |                       |
| 28 mars 2015  | Stade des Bords de Jalle, Bordeaux | Bordeaux Bombers          | 5.10.(40) - 8.16.(63)  | ALFA Lions            |
|               |                                    |                           |                        |                       |
| 18 avril 2015 | Stade Pierre Corbarieu, Toulouse   | Toulouse Hawks            | 0.0.(100) - 0.0.(00)   | Strasbourg Kangourous |
|               |                                    |                           |                        |                       |
| 18 avril 2015 | Stade La Grande-Motte              | Montpellier Fire Sharks   | 0.0.(100) - 0.0.(00)   | Perpignan Tigers      |
|               |                                    |                           |                        |                       |

### 6ejournée
| Le 18 avril 2015 | Stade ASPTT Cergy-Pontoise, Ennery | Coyotes de Cergy-Pontoise | 10.11.(71)-19.13.(127)  | Toulouse Hawks        |
|                  |                                    |                           |                         |                       |
| Le 2 mai 2015    | Stade La Grande-Motte              | Montpellier Fire Sharks   | 28.18.(186)- 6.11.(47)  | Bordeaux Bombers      |
|                  |                                    |                           |                         |                       |
| Le 9 mai 2015    | Parc de Parilly, Lyon              | ALFA Lions                | 21.20.(146) - 3.11.(29) | Strasbourg Kangourous |
|                  |                                    |                           |                         |                       |
| Le 16 mai 2015   | Stade des Sports, Perpignan        | Perpignan Tigers          | 1.1.(14) – 31.18.(204)  | Paris Cockerels       |
|                  |                                    |                           |                         |                       |

### 7ejournée
| Le 23 mai 2015 | Stade de Hautepierre, Strasbourg | Strasbourg Kangourous | 5.5.(35) - 26.24.(180)  | Coyotes de Cergy        |
|                |                                  |                       |                         |                         |
| Le 23 mai 2015 | Parc de Parilly, Lyon            | ALFA Lions            | 8.16.(64) - 14.22.(106) | Montpellier Fire Sharks |
|                |                                  |                       |                         |                         |
| Le 30 mai 2015 | Stade du Polygone, Vincennes     | Paris Cockerels       | 29.27.(201) - 1.2.(8)   | Bordeaux Bombers        |
|                |                                  |                       |                         |                         |
| Le 30 mai 2015 | Stade des Sports, Perpignan      | Perpignan Tigers      | 8.7.(55) - 30.28.(208)  | Toulouse Hawks          |
|                |                                  |                       |                         |                         |

### Demi-finale
| Le 13 juin 2015 | Stade du Polygone, Vincennes     | Paris Cockerels | 170-41                   | Coyotes de Cergy        |
|                 |                                  |                 |                          |                         |
| Le 13 juin 2015 | Stade Pierre Corbarieu, Toulouse | Toulouse Hawks  | 10.22.(82) - 15.15.(105) | Montpellier Fire Sharks |
|                 |                                  |                 |                          |                         |

### Finale
| Le 27 juin 2015 | Stade du Polygone, Vincennes | Paris Cockerels | 27.16.(178) - 9.8.(62) | Montpellier Firesharks |

## Classement
| Pl. | Équipe                    | J | V | N | D | PM    | PC  | Pts | Ratio |
| --- | ------------------------- | - | - | - | - | ----- | --- | --- | ----- |
| 1   | Paris Cockerels           | 7 | 7 | 0 | 0 | 1 008 | 223 | 28  | 452 % |
| 2   | Toulouse Hawks T CF       | 7 | 6 | 0 | 1 | 1 040 | 482 | 25  | 215 % |
| 3   | Montpellier Fire Sharks   | 7 | 4 | 0 | 3 | 841   | 463 | 19  | 182 % |
| 4   | Coyotes de Cergy-Pontoise | 7 | 4 | 0 | 3 | 696   | 565 | 19  | 123 % |
| 5   | Bordeaux Bombers          | 7 | 3 | 0 | 4 | 500   | 761 | 16  | 66 %  |
| 6   | ALFA Lions (Lyon)         | 7 | 4 | 0 | 3 | 491   | 634 | 15  | 77 %  |
| 7   | Strasbourg Kangourous     | 7 | 1 | 0 | 6 | 230   | 922 | 9   | 25 %  |
| 8   | Perpignan Tigers          | 7 | 0 | 0 | 7 | 208   | 963 | 5   | 22 %  |

Abréviations
T : Tenant du titre

CF : Vainqueur de la Coupe de France